# 塞繆爾·恩紹
塞繆爾·恩紹（英語：Samuel Earnshaw，1805年2月1日—1888年12月6日）是一名英國神職人員、數學家和物理學家，因其對理論物理學的貢獻，尤其是證明恩紹定理而知名。
恩紹出生於谢菲尔德，進入劍橋大學聖約翰學院就讀，並於1831年畢業，獲得史密斯獎。
1831年至1847年，恩紹在劍橋大學擔任三語教授，並在1846年被任命為劍橋聖米迦勒教堂的牧師。他一度擔任查爾斯·西米恩牧師的副牧師。1847年，他的健康出現問題，於是回到謝菲爾德擔任牧師和教師。
恩紹發表了多篇數學和物理文章及著作。他最著名的貢獻是恩紹定理，顯示物質在純靜電力下不可能穩定：其他主題包括物理學中的光學、波、動力學和聲學，數學中的微積分、三角學和偏微分方程。身為神職人員，他出版了多篇布道文和論文。

## 外部連結
- Samuel Earnshaw 的存檔，存档日期12 April 2016.